# Лехлиу-Гара (Калараш)
Лехлиу-Гара (рум. Lehliu-Gară) насеље је у Румунији у округу Калараш. Oпштина се налази на надморској висини од 51 m.

## Становништво
Према подацима из 2002. године у насељу је живело 3726 становника.

### Попис2002.
| Расподела становништва по националности 2002.‍ | Расподела становништва по националности 2002.‍ | Расподела становништва по националности 2002.‍ | Расподела становништва по националности 2002.‍ | Расподела становништва по националности 2002.‍ |
| --------------------------------------------- | --------------------------------------------- | --------------------------------------------- | --------------------------------------------- | --------------------------------------------- |
|                                               |                                               |                                               |                                               |                                               |
| Румуни                                        | Румуни                                        |                                               | 3.709                                         | 99,7%                                         |
| Роми                                          | Роми                                          |                                               | 10                                            | 0,3%                                          |